# 巡航戰車
巡航坦克（英語：Cruiser tank，有時稱為騎兵坦克、偵察坦克或高速坦克）是英國在戰間期提出的一種坦克分類概念，該類坦克設計為現代化的裝甲化與機械化騎兵，與步兵坦克不同。巡航坦克是在1930年代的中型坦克設計未能滿足英國皇家裝甲兵團（Royal Armoured Corps, RAC）需求後發展出來的。該概念由吉法德·勒·肯·馬特爾（Giffard Le Quesne Martel）提出，他主張使用大量小型輕坦克以壓制敵人，而非少數昂貴且表現不佳的中型坦克。「輕型」巡航坦克（如Mk.I巡航坦克）裝甲較薄，速度較快，而「重型」巡航坦克（如Mk.II巡航坦克）則擁有較厚的裝甲，但速度稍慢。
英國的巡航坦克系列始於1938年的A9與A10巡航坦克，隨後發展出A13、A13 Mk II、1940年的A13 Mk III 考文垂，以及1941年服役的A15 十字軍。十字軍坦克在1944年被A27 克倫威爾取代。A34 彗星則是克倫威爾的改良版本，配備更強的武器，並於1944年底開始服役。1946年推出的百夫長坦克取代了巡航坦克與步兵坦克，成為英國的「通用坦克」，並成為最早的主力戰車（MBT）之一。

## 背景
由於1930年代中期的Mk.III中型坦克等實驗性中型坦克設計未能滿足需求，英國發展出專門的快速巡航坦克，該類坦克在裝甲厚度上做出犧牲，以換取更高的速度；與此同時，也發展了以犧牲速度來強化裝甲的步兵坦克。由於財政限制，英國無法同時生產適合近距離支援與突破作戰的全能型坦克，因此英國的裝甲作戰理論演變為採用兩種不同類型的坦克，並編制成兩種不同的單位與部隊。巡航坦克主要配屬於皇家裝甲兵團的裝甲團，這些團隊隸屬於裝甲師，部分來自皇家坦克團（RTR），另一些則來自戰時改編的騎兵團。步兵坦克則分配給陸軍坦克營（Army Tank Battalions），有時編入皇家坦克團的陸軍坦克旅（Army Tank Brigades）。此外，像輕型坦克Mk VI這類小型、快速、輕裝的坦克則主要作為偵察車輛使用。
吉法德·勒·肯·馬特爾在1930年代擔任英國戰爭部機械化助理主任與副主任期間提出了巡航坦克的概念。他認為中型坦克對步兵支援來說過於複雜且昂貴，在戰場上容易受到反坦克武器的威脅，也無法在移動中精確射擊，因此速度對它們而言沒有太大意義。相較之下，他更支持使用大量小型簡單的坦克來壓制敵人，而不是倚賴少數昂貴的中型坦克。雖然馬特爾認為長遠來看應該研發一款「通用坦克」，但在1936年至1939年間，他仍致力於步兵坦克的研究。儘管他不希望中型坦克的發展方向分裂，但在當時的發展條件與財政限制下，他仍接受了這種分流的邏輯。巡航坦克被設計用於裝甲師的機動作戰，而步兵坦克則用於在堅固防禦陣地前支援步兵進攻。兩種不同的坦克發展出各自的作戰理論與戰術，步兵坦克的設計理念來自於第一次世界大戰時期英軍坦克支援步兵進攻的經驗，而裝甲師的理論則強調巡航坦克的速度，使其能夠獨立行動，執行側翼攻擊、反擊與追擊作戰。

## 發展

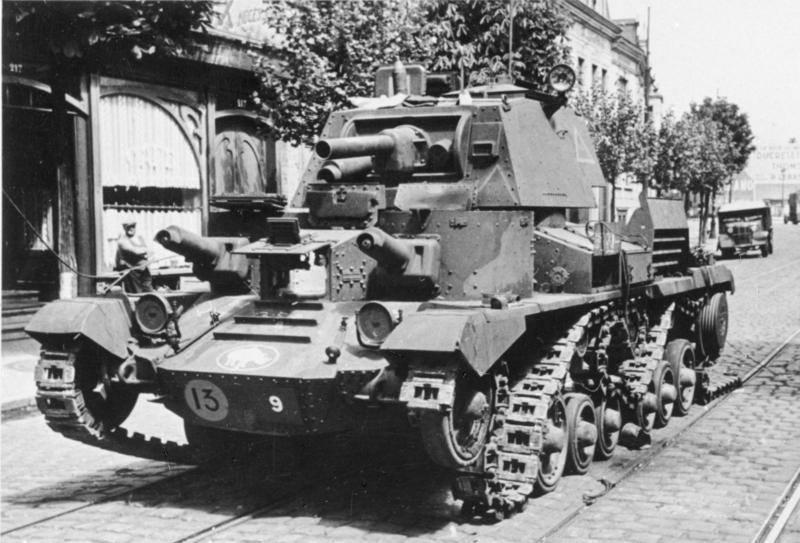
一輛在加萊被遺棄的受損巡航坦克Mk I（近戰型），1940年。

如同海軍的巡洋艦，巡航坦克具有較高的機動性，能夠獨立於較慢的步兵與其支援的步兵坦克與火炮進行作戰。在步兵坦克突破敵軍防線後，巡航坦克將深入敵後，襲擊補給線與指揮中心，這種戰術受到了J.F.C.富勒、珀西·霍巴特與巴茲爾·利德爾·哈特等理論家的影響。巡航坦克的設計類似於傳統的騎兵作戰模式，因此速度成為最重要的特性。為了減輕重量，早期的巡航坦克通常裝甲較薄、武器較輕。
強調速度的設計導致英國巡航坦克在平衡性上的缺陷；由於發動機功率有限，巡航坦克為了實現高速度，不得不犧牲裝甲防護（相比之下，以步兵行軍速度為標準的步兵坦克可以配備更厚重的裝甲）。「速度即是裝甲」的理念在皇家装甲兵团（Royal Tank Corps）中占據主導地位，但英國未能意識到，這種機動性的原則在面對德軍坦克時反而成為劣勢，因為德國的設計理念是接受較低速度以換取更優秀的裝甲與火力}，使得德軍中型坦克發射的一發炮彈就能輕易摧毀巡航坦克。

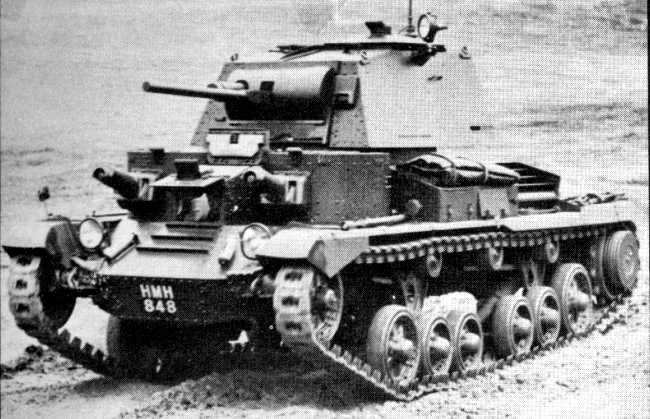
巡航坦克Mk I（A9）

大多數巡航坦克的另一個重大問題是其主炮口徑過小。最早的巡航坦克配備QF 2磅炮（40毫米），在戰爭初期足以對抗當時的坦克裝甲，但英軍從未為其配發高爆彈（HE），這使得巡航坦克在應對敵軍拖曳式反坦克炮時處於劣勢，特別是在北非戰役的遠距離交戰環境下。某些車型（如十字軍坦克）配備額外的機槍砲塔，但這並不能替代高爆彈的作用。隨著德軍坦克裝甲加厚，英軍開始為巡航坦克升級更強的QF 6磅炮（57毫米），最早裝備於十字軍Mk III（作為過渡方案，直到下一代巡航坦克服役）。最早版本的克倫威爾坦克（Cromwell）也配備了6磅炮，但仍然缺乏有效的高爆彈。克倫威爾坦克原計劃安裝高初速75毫米炮，但由於該炮尺寸過大，無法適配砲塔環，因此最終採用擴膛的QF 75毫米炮，該炮能夠使用美軍的75毫米彈藥，增強高爆彈能力，但穿甲能力有所下降。然而，QF 75毫米炮仍足以應對大多數德軍裝甲車輛。克倫威爾的成功部分來自其高功率重量比，它搭載的勞斯萊斯梅林（Merlin）發動機改裝成的流星發動機（Meteor）提供了充足的動力，使其在公路上最高時速可達40 mph（64 km/h），而M4雪曼坦克的公路極速約為30 mph（48 km/h）。克倫威爾在越野速度與機動性上也略勝一籌。新型發動機使巡航坦克能夠配備比以往更厚的裝甲與更強的武器。
由於克倫威爾無法搭載高初速75毫米炮，英軍開始研發適合QF 17磅炮的坦克，以應對德軍重裝甲車輛。這導致了Mk.VIII挑戰者巡航坦克（Cruiser Mk VIII Challenger）的誕生，它使用加長的克倫威爾底盤，搭載新砲塔以安裝17磅炮。然而，挑戰者坦克是一款妥協之作，雖然乘員喜愛其強大火力，但為了安裝大口徑炮而削減的裝甲使其不適合近距離作戰，並且行駛時經常脫履帶。英軍擁有大量美製M4雪曼坦克，因此臨時改裝出雪曼螢火蟲（Sherman Firefly），能夠配備17磅炮，成為有效的反裝甲武器。螢火蟲通常與丘吉爾坦克、雪曼與克倫威爾混編使用，比例約為1:4。螢火蟲的生產速度遠超挑戰者，但在裝備克倫威爾的單位中，挑戰者仍然更受青睞，因為雪曼的道路速度較慢，越野機動性較差。
英軍巡航坦克的最終發展是彗星坦克，其搭載改良型的17磅炮——77毫米高初速炮（77 mm HV）。彗星坦克是克倫威爾的進一步發展型，被定位為「重巡航坦克」，目標是取代17磅炮專用載具（如挑戰者或螢火蟲）。與克倫威爾相比，彗星降低了最高時速至32 mph（51 km/h），以換取更好的裝甲防護與能夠對抗重裝甲德軍坦克的火力，同時保留高爆彈能力。然而，彗星服役時間較短，因為百夫長坦克的設計已經接近完成，首輛原型車於1945年問世。儘管巡航坦克強調機動性，但早期設計普遍存在機械可靠性問題，特別是在北非戰役中炎熱且沙塵漫天的環境下。這些問題通常是由於研發與投產過於倉促所導致。1940年法國戰役的失敗使英軍急於擴充裝甲部隊，許多巡航坦克設計直接「從圖紙上投入生產」，導致可靠性問題更加嚴重。此外，早期巡航坦克搭載的自由發動機（Liberty engine）已經老舊，且在十字軍坦克等車型中被推至極限。這一問題直到1944年克倫威爾問世，並採用強大可靠的流星發動機後才得以徹底解決。

## 歷史

### 戰間期
| 年份         | 輕型坦克 | 步兵坦克 / 巡航坦克 | 總計  |
| ------------ | -------- | ------------------- | ----- |
| 1938年 第4季 | 169      | 29                  | 198   |
| 1939年       | 734      | 235                 | 969   |
| 1940年 至6月 | 140      | 418                 | 558   |
| 總計         | 1,043    | 682                 | 1,725 |

在1936年，英國戰爭部決定發展輕型坦克（供騎兵使用）、巡航坦克、中型坦克及步兵/突擊坦克。到了1938年，中型坦克因研究計畫停滯而遭到放棄，取而代之的是更重型的巡航坦克與步兵坦克。戰爭爆發後，英軍更傾向於發展重型步兵坦克，以突破德國邊境的齊格菲防線（Westwall）。
在1934年，維克斯-阿姆斯特朗公司（Vickers-Armstrongs）的約翰·卡登爵士（Sir John Carden）依據1934年的規範（英國參謀部編號A.9），設計了一款「Woolworth」中型坦克作為近戰支援坦克。該設計參考了因財政因素被放棄的中型坦克Mk III，但減輕重量並採用商用引擎以降低成本。 該車最終被接受為過渡性設計，並進行有限生產，成為巡航坦克Mk I。其後計劃用克里斯蒂懸掛系統（Christie suspension）設計的新型巡航坦克取代它。從1937年至1938年，共生產了125輛A9。該坦克裝甲較薄，但最高時速可達25 mph（40 km/h），並配備一門高效的QF 2磅炮作為反坦克武器。
巡航坦克Mk II（A10）由卡登設計，原為步兵坦克，基於A9設計但增加裝甲，使裝甲厚度達到30 mm（1.2英寸）。然而，其裝甲仍不足以勝任步兵坦克角色，因此改為「重巡航坦克」，並於1938年7月投入生產，作為另一款過渡設計。A10與A9使用相同的主炮，是第一款配備貝莎機槍（Besa machine gun）的英軍坦克，至1940年9月共生產了175輛。 在1940年的法國戰役中，A9暴露出裝甲不足與車內空間狹窄等缺點，但仍在法國、北非戰場及希臘戰役（1941年）中發揮了一定作用。英軍對Mk I與Mk II巡航坦克的訂單有限，並希望發展更先進、更快速的巡航坦克，採用J. Walter Christie設計的克里斯蒂懸掛系統，並加強裝甲防護。

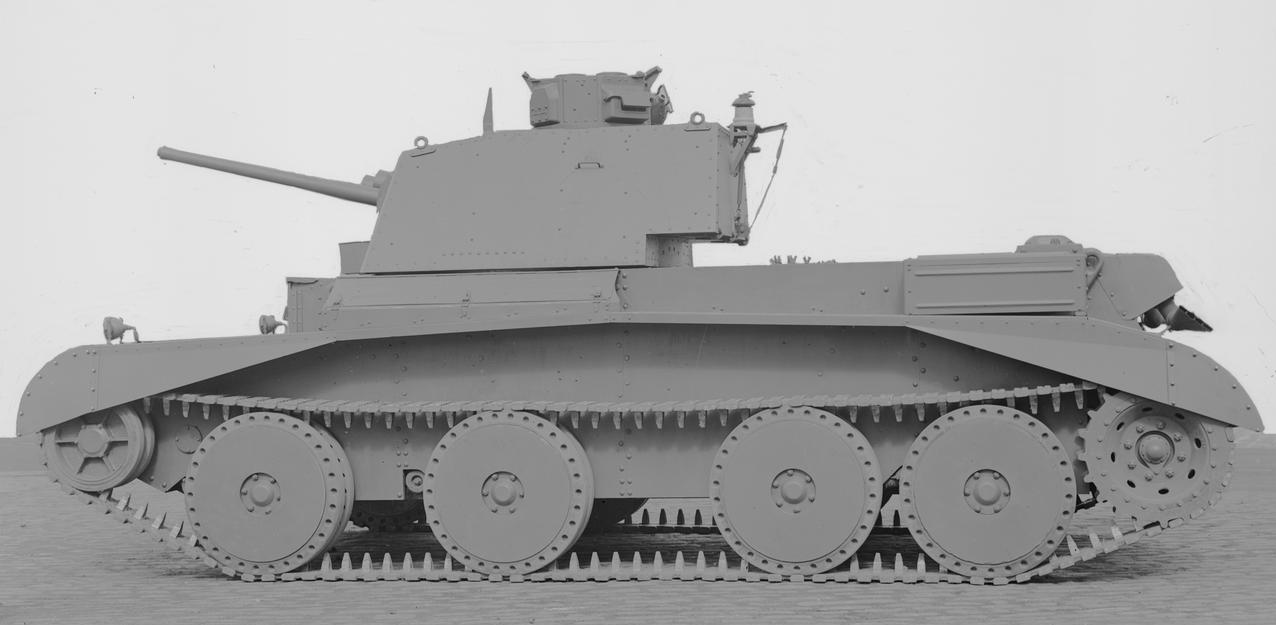
巡航坦克Mk III（A13），其大直徑路輪為克里斯蒂懸掛系統的特徵

在1936年，英軍坦克設計先驅、曾發表裝甲戰論文的吉法德·勒昆·馬特爾（General Giffard LeQuesne Martel）被任命為戰爭部機械化助理主任。他曾推動輕裝甲「豆戰車」（tankette）概念，以提升步兵機動性。同年，他在紅軍秋季演習中觀察了蘇聯BT坦克，該坦克正是基於克里斯蒂設計發展而來。他建議英軍應採用該懸掛系統，並遵循克里斯蒂的設計理念，搭載輕型航空發動機，如自由L-12發動機（Liberty L-12）或獅式發動機（Napier Lion）。隨後，英國政府批准向紐菲爾德機械化與航空公司（Nuffield Mechanisation and Aero）購買克里斯蒂設計的授權並進行生產。
最初的A13 E1設計過於簡陋且體積過小，不符合英軍需求，但其紐菲爾德懸掛系統表現優異，成為巡航坦克Mk III（A13）的基礎。經過兩輛紐菲爾德建造的原型車（A13E2與A13E3）測試後，A13被正式投入生產，至1939年中期共生產了65輛。 Mk III重量約31,400磅（14.2公噸），乘員4人，搭載340匹馬力的發動機，最高時速達30 mph（48 km/h），武裝包括一門2磅炮（40 mm）與一挺機槍。該車於1937年服役時，英軍尚未正式建立裝甲師。 克里斯蒂懸掛系統原本可實現無履帶行駛模式，但英軍認為其增加的機械複雜度無法帶來足夠的實用價值，因此取消了此功能。巡航坦克Mk IV（A13 Mk II）相較Mk III增加了裝甲，並於1938年開始生產。

### 第二次世界大戰

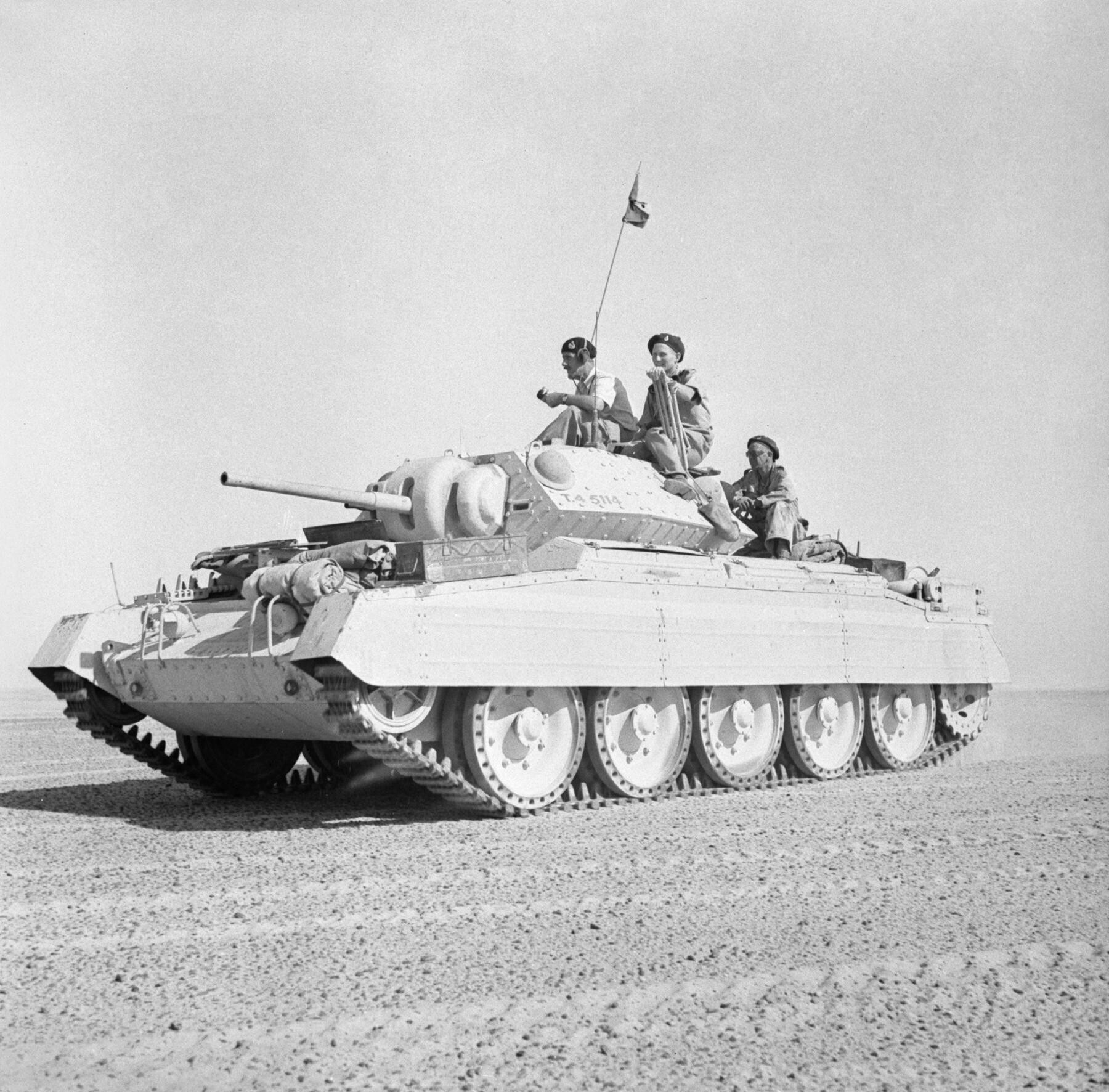
在沙漠中的裝備2磅炮的克魯塞德（Crusader）坦克

巡航坦克Mk VI（克魯塞德坦克，Crusader）在西部沙漠戰役中被大量使用。同期的卡文納特坦克（Covenanter）因為可靠性問題被限制在英國本土用於訓練。騎士坦克（Cavalier）、半人馬坦克（Centaur）與克倫威爾坦克（Cromwell）則被規劃為卡文納特與克魯塞德坦克的後繼型號。原計劃於1942年開始生產，但項目延遲，克魯塞德坦克被作為臨時方案升級，配備Mk.III型QF 6磅炮。騎士坦克是克魯塞德的改良型，而半人馬與克倫威爾則是另一種設計，分別使用騎士坦克的發動機與新的勞斯萊斯梅林發動機（Rolls-Royce Meteor）。這三款車輛在外觀上相似。由於半人馬與克倫威爾的相似性，一些半人馬最終以克倫威爾標準完成生產。騎士坦克主要用於訓練，而半人馬與克倫威爾則參與了諾曼第戰役。彗星坦克（Comet）於1945年在西北歐投入使用，但克倫威爾與彗星的數量不足，無法完全取代英軍中的美製坦克。

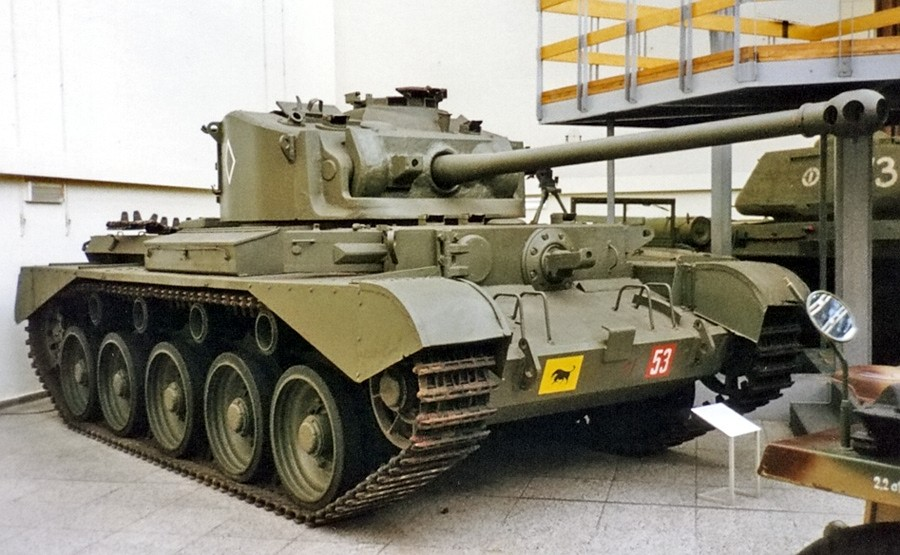
彗星坦克

在戰爭期間，隨著更強大的發動機與更好的懸掛系統的發展，巡航坦克在保持速度與機動性的同時，增加了體積、裝甲與火力。當巡航坦克的裝甲厚度接近較重但速度較慢的步兵坦克時，巡航坦克與步兵坦克之間的區別逐漸變得模糊。百夫長坦克（Centurion）最初被設計為一款重巡航坦克，結合了巡航坦克的機動性與步兵坦克的裝甲防護。然而，百夫長坦克最終超越了巡航坦克的概念，成為英國第一款現代化的主戰坦克。

## 其他國家的巡航坦克
在1930年代，捷克斯洛伐克陸軍將其坦克分為三類：輕型坦克（騎兵用）、輕型坦克（步兵用）與中型坦克。其中，騎兵用的輕型坦克類似於巡航坦克的概念。巡航坦克的理念也被加拿大與蘇聯採用，例如蘇聯的BT坦克系列（быстроходный танк，意為「快速坦克」）。

## 流行文化

### 電子遊戲
- 《戰爭雷霆》

- 《應徵入伍》

### 註腳
1. ↑  Postan 1952，第103頁.
2. ↑  Postan, Hay & Scott 1964，第309–310頁.
3. ↑  Chamberlain & Ellis 1969，第30頁.
4. ↑  Chamberlain & Ellis 1969，第31頁.
5. ↑  Harris 1995，第278頁.
6. 1 2  Chamberlain & Ellis 1969，第32頁.
7. ↑  Steele 2005，第14頁.
8. ↑  Chamberlain & Ellis 1969，第33頁.

### 文獻
- Chamberlain, Peter; Ellis, Chris. . New York, NY: Arco. 1969. ISBN 978-0-668-01867-8.
- Harris, J. P. . Manchester: Manchester University Press. 1995. ISBN 978-0-7190-4814-2.
- Postan, M. M. . History of the Second World War: United Kingdom Civil Series. London: HMSO. 1952. OCLC 459583161.
- Postan, M. M.;  et al. Hancock, K. , 编. . History of the Second World War, United Kingdom Civil Series. London: HMSO & Longmans, Green & Co. 1964. ISBN 978-0-11630-089-8.
- Steele, Brett D. . RAND. 2005. ISBN 978-0-8330-3721-3.

### 延伸阅读

#### 書籍
- Bingham, James. . AFV Profiles. 1969/1971. Windsor: Profile. OCLC 54349416. |number=被忽略 (帮助)
- Buckley, John. . London: Taylor & Francis. 2006 [2004]. ISBN 978-0-415-40773-1.
- French, David. . Oxford: Oxford University Press. 2001 [2000]. ISBN 978-0-19-924630-4.
- Milsom, J.; Sandars, J.; Scarborough, G. . Classic Armoured Fighting Vehicles: Their History and How to Model Them. Cambridge: Patrick Stephens for Airfix products. 1976. ISBN 978-0-85059-194-1. |number=被忽略 (帮助)
- Murray, W.; Millett, A. R.  17th. New York: Cambridge University Press. 2006 [1996]. ISBN 978-0-521-63760-2.
- Ness, L.  (PDF) online. London: HarperCollins. 2002  [8 March 2016]. ISBN 978-0-00-711228-9.
- Place, T. H. . Military History and Policy pbk. London: Frank Cass. 2000. ISBN 978-0-7146-8091-0. |number=被忽略 (帮助)
- Plant, J. . London: New Generation. 2014. ISBN 978-1-910394-17-5.
- Tucker, Spencer. . Weapons and Warfare. Santa Barbara, CA: ABC-Clio Information Services. 2004. ISBN 978-1-57607-995-9.

#### 论文
- Armstrong, G. P.  (PhD论文). King's College London (University of London).   [2023-10-09]. OCLC 731234928. （原始内容存档于2022-08-07）.
- Coombs, B.  (PhD论文). University of Kent.   [2023-10-09]. OCLC 872698322. （原始内容存档于2022-10-14）.
- Forrester, C. J.  (PhD论文). University of Leeds.   [2023-10-09]. OCLC 767733859. （原始内容存档于2023-10-09）.
- Salmon, R. E.  (PhD论文). University of Wolverhampton.   [2023-10-09]. OCLC 879390776. （原始内容存档于2017-12-01）.